# Philip J. Currie
Philip J. Currie, född 1949 i Brampton, en kanadensisk paleontolog och kurator på Royal Tyrrell Museum of Palaeontology i Alberta. Hans specialområden omfattar bland annat forskning kring dinosauriers scociala liv, theropoder, och även deras förmodade utveckling till fåglar. Han har även varit delaktig till 14 böcker, bland annat 101 Questions about Dinosaurs och A New Horned Dinosaur from an Upper Cretaceous Bone Bed in Alberta. Han har lett utgrävningar över flera kontinenter (Asien, Sydamerika och Antarktis), och har bland annat varit delaktig i upptäckten av den jättelika Mapusaurus. Han har också fått ett museum uppkallat efter sig.

## Framträdanden inom media
Currie har hittills dykt upp i några dokumentärer där han förklarar olika saker. Han förekommer bland annat i Discovery Channel:s "When Dinosaurs Roamed America", och i CMI:s dokumentärfilm The Voyage That Shook The World.